# 丹羽長重
丹羽長重（日语：／ Niwa Nagashige，1571年5月11日—1637年4月30日），日本安土桃山時代及江戶時代初期的武將及大名。丹羽長秀長男。正室是織田信長四女報恩院。官位從三位侍從、參議。

## 長秀之子
幼名鍋丸，織田家重臣丹羽長秀的嫡長子，母親是信長異母兄織田信廣的女兒，年長後後繼承了父親的通名五郎左衛門，並迎娶主君織田信長的四女為正室。後於天正11年（1583年）的賤岳之戰中與父親丹羽長秀一同出兵封鎖琵琶湖的水運並協助羽柴秀吉擊敗柴田勝家，更因此功獲得包含若狹、越前及加賀半國一百二十三萬石的大封賞，長秀遂以北之莊城為居城，長重亦被任為府中城主。天正12年2月，丹羽長重代替重病的父親對領內的小松山王神社奉納，其後代理臥病在床的丹羽長秀應羽柴秀吉之令發兵參與小牧、長久手之戰。

## 失去領地
天正13年4月16日，丹羽長秀辭世，年僅十五歲的丹羽長重繼承了父親一百二十三萬石的遺領，對於將這番龐大的領地交給這樣的年輕人，羽柴秀吉並不放心，兼之現在已經不用再顧忌織田家老同僚的觀感，不需再對丹羽家饗以龐大封賞以安撫昔日織田家臣之心，因此已穩固執掌天下的秀吉很快就在同年8月出兵富山城攻打佐佐成政時任命丹羽長重為先鋒，然後以長重的家臣違反軍律為由，削去丹羽家越前、加賀的領地，丹羽長重被左遷為若狹小濱城主，封地也僅餘若狹十二萬石。之後在天正十五年出兵九州時，丹羽長重再度被豐臣秀吉以丹羽軍兵士違反軍律的藉口褫奪若狹的領地，減封為加賀松任城主，領地大幅縮水至四萬三千石，自長秀以來的重要家臣如長束正家、村上義明、溝口秀勝、戶田勝成等人也相繼被豐臣秀吉策誘招募，轉仕豐臣家。

## 小松宰相
慶長3年（1598年）4月，丹羽長重在文祿之役侵略朝鮮時立功，於是統算他自小田原征伐以來的功績，加封加賀小松八萬石，加上松任的舊領，封地共達十二萬五千石，官拜從三位參議兼加賀守，隨後丹羽長重移居小松城，被世人稱為小松宰相或小松參議。 
同年8月，豐臣秀吉病逝。丹羽長重親近德川家康，監視與石田三成親近的金澤城主前田利長。慶長4年9月，增田長盛與長束正家向德川家康告密表示以前田利長為首，結合了淺野長政、大野治長及土方雄久等人意圖暗殺家康，德川家康迅速於10月進行反制讓淺野長政被逼在甲斐隱居，大野治長及土方雄久則分別被結城秀康及佐竹義宣拘禁。而對坐擁能登加賀八十萬石的前田利長，德川家康則以「前田利長有叛意」為由，任命丹羽長重為先鋒，組織前田討伐軍出兵加賀，致使前田利長在驚恐之下以家臣橫山長知為使，並託細川忠興代其向德川家康遊說，最後以母親芳春院為人質前往江戶作為條件請降。 
翌年，德川家康發兵會津征伐上杉景勝，丹羽長重被置於前田軍指揮下進攻津川口，是役之中丹羽長重和前田利長爆發嚴重口角，丹羽長重對前田利長高傲的態度大為反感，於是以患病為理由領兵回國，前田利長也因為丹羽長重反常的行動起疑，擔心長重攻打前田家在加賀的領地，故隨後回軍歸國。

## 北陸的關原
回到小松城的丹羽長重也收到了石田三成發表討伐家康的檄文，這使本與德川家康交好的丹羽長重一時陷入兩難之境，同時在加賀南部的諸大名已先後在大谷吉繼的勸說下加入西軍，於是領軍歸國的前田利長也在7月26日宣布加入東軍，並打著救援伏見城之名領兩萬五千大軍南下，前田利長南下之際先向松任的丹羽長重送信要求加入東軍參戰，丹羽長重考量到昔日兩人的恩怨以及目下自家周遭態勢而拒絕，轉投西軍，反而親領三千士兵據小松城倚天險防守，小松城本就是北陸有名的堅城，因此當丹羽長重遭到前田利長大軍包圍攻擊時，雖然手上僅有三千兵馬仍穩守不失，最後前田利長判斷短時間內在小松城必定難以討好，於是索性解圍，繞路攻打大聖寺城的山口宗永，丹羽長重隨即應山口宗永之求出兵救援，侵入前田領內騷擾，但是山口宗永守不到三日，大聖寺城便為前田利長大軍攻破，前田利長挾大勝之姿持續向南進攻，對青木一矩的北之庄城發動攻擊，然而此時西軍在北陸的大將大谷吉繼為了遏阻前田軍的攻勢，放出了「上杉景勝從越後出兵，打算進攻加賀」、「大谷吉繼發出援軍」等流言，加上大谷吉繼修改了前田家臣中川宗重的密信，使得前田利長以為大谷吉繼想從海路攻打金澤，於是退兵。 
前田利長考慮到撤退途中遭到丹羽長重追撃的可能性，於是將部隊一分為七分散撤退，分別由山崎長德、高山右近、奧山榮明、富田直吉、今枝民部、太田長知率領，最後由長連龍擔任殿軍隱密行動。但是前田軍撤退的消息仍然為丹羽長重得知，決定在前田軍撤退必經的小松城周遭伏擊，小松城周圍都是泥沼深田，不良於行，可以牽制住前田大軍的機動力，反而方便丹羽長重以小部隊游戰。 
8月9日，前田軍通過小松城東方淺井畷的山代橋時，丹羽軍的江口三郎左衛門正吉對長連龍的殿軍發動突擊，丹羽長重也隨後引援軍來戰，由於淺井畷的地形限制了大軍威力的發揮，使長連龍陷入苦戰，最後因為山崎長德的回援，使丹羽長重在兵力上陷入劣勢而撤退，雙方死傷慘重，前田軍更有千人以上陣亡，兩軍未能分出勝負，前田軍順利回到金澤城。前田利長回到居城後方知中計，而家康也以土方雄久為使在9月8日要求利長向美濃進軍，但是利長之弟利政為了防備前田家不會因為西軍勝出而滅亡，占據能登宣佈加入西軍。雖然前田家中出現內亂，但是丹羽長重也深知以本身十二萬石的兵力，實在不及前田利長所能發動的大軍，尤其大谷吉繼已馳援關原，北陸之事全由丹羽長重一家承擔，於是丹羽長重遣使者透過德川家的軍師本多正信，向德川家康表明他對家康並沒有敵意，最終達成與前田利長雙方交換人質和睦。

## 戰後處置
關原之戰後，丹羽長重因從屬西軍，所領遭到沒收，後蟄居於江戶芝高輪泉岳寺，直到慶長8年（1603年）才被將軍德川秀忠再度起用於常陸古渡獲得一萬石領地。後於慶長19年的大坂冬之陣中參加鷸野之戰，翌年夏之陣中於若江合戰中撃破豐臣方木村重成軍的左翼木村宗明隊立下戰功，並於元和5年（1619年）增俸常陸江戶崎一萬石，同年又增加至磐城棚倉五萬石。 
寬永元年（1624年），丹羽長重奉幕府命令，為據守關東的入口構築棚倉城，長重將棚倉城建在赤館以南的久慈川河岸台地上，並將原本位於久慈川河岸的都都古和氣神社遷移，把棚倉城修建為擁有本丸、二丸的輪郭式大城。寬永3年，丹羽長重隨將軍德川秀忠上洛，於天皇行幸二條城時擔任「御酌」之務。

## 移封白河
寛永4年，在蒲生家被改易後，丹羽長重移封至其舊領陸奧白河藩，領有白河、石川、田村、岩瀨四郡十萬七千石的封地，同時奉德川秀忠之命於寛永6年起耗費4年光陰以伊達、最上、佐竹、上杉的奧羽地區的外樣大名為假想敵修築白河城鞏固此一接連奧羽、關東的要衝之地。丹羽長重遂於阿武隈川的氾濫平原上東西向的獨立丘陵上進行修築，興建一座梯郭式的平山城，增設可儲藏米糧二之丸及三之丸，並加構三重櫓，使其易守難攻。築城同時丹羽長重也極力整備招徠各地商人、職人移居城下町，並且將失領時流散的家臣重新聚集，重編家臣團。寛永14年閏3月6日，丹羽長重於江戶櫻田上屋敷辭世，享年67歲，法名為大鄰寺傑俊英。其子光重後於寛永20年移封二本松存至幕末。